# Jean-Baptiste de Froment
Jean-Baptiste de Froment, né le 7 octobre 1977 à Paris, est un haut fonctionnaire, écrivain et homme politique français. Normalien et agrégé de philosophie, il est l'auteur de trois romans, État de nature (2019),  Badroulboudour (2021) et La Bonne Nouvelle (2024). Membre du Conseil d'État, c'est un ancien conseiller de Nicolas Sarkozy. Il a été, entre 2014 et 2020, élu au Conseil de Paris, ainsi qu'à la métropole du Grand Paris. Jusqu'à fin avril 2022, il est a été conseiller spécial au cabinet de la ministre de la Culture, Roselyne Bachelot, après avoir exercé les mêmes fonctions dans le cabinet de Franck Riester. Il est aujourd'hui directeur de l'École nationale supérieure d'architecture de Paris-Malaquais.

## Études et carrière professionnelle
Jean-Baptiste de Froment est le fils de l'homme politique Bernard de Froment.
Avant d'intégrer l'École normale supérieure (Ulm, promotion B/L 1997), il est, entre 1995 et 1997, le camarade d'hypokhâgne et khâgne d'Emmanuel Macron au lycée Henri-IV,. Après sa licence et sa maîtrise, il étudie un an à la Freie Universität de Berlin (1999-2000). À son retour en France, il est reçu à l'agrégation de philosophie (2001).
De 2002 à 2006, il enseigne la philosophie à l'université de Paris X-Nanterre et prépare une thèse de doctorat consacrée au « problème de la stabilité » chez Nietzsche, qu'il ne soutient finalement pas. Entre 2002 et 2004, il collabore en parallèle au cabinet de Xavier Darcos, alors ministre délégué à l'Enseignement scolaire, où il est chargé de la veille et des études.
En 2006, il est lauréat de la Bourse de la fondation Thiers, qui finance chaque année dix projets de recherche dans le domaine des sciences humaines.
Après l'élection de Nicolas Sarkozy en 2007, il est appelé à l'Élysée, où il devient conseiller pour l'éducation. À partir de 2010, il est également chargé, auprès du chef de l'État, de la prospective et des études d'opinion.
À l'approche de 2012, Nicolas Sarkozy le charge de mettre en place et de coordonner une « cellule projet ». C'est dans ce cadre qu'il présente au président le géographe Christophe Guilluy,, à l'origine de la notion de « France périphérique ».
En mai 2012, il est nommé maître des requêtes au Conseil d'État, où il est affecté à la 6e chambre de la section du contentieux, puis à la section sociale.
Le 6 novembre 2019, il devient conseiller spécial, chargé des patrimoines, de l'architecture et de la prospective, au cabinet de Franck Riester, ministre de la Culture. Il conserve les mêmes fonctions, en juillet 2020, dans le cabinet de Roselyne Bachelot. Le 25 avril 2022, il est nommé directeur de l'École nationale supérieure d'architecture de Paris-Malaquais.

## Littérature
En janvier 2019, il publie son premier roman, État de Nature, aux éditions Aux Forges de Vulcain, fable tragicomique sur la France contemporaine qui, à certains égards, annonce la crise des Gilets jaunes. Le livre reçoit un accueil critique très favorable dans la presse (notamment : JDD, Le Point, Libération, Le Figaro, Le Monde, L'Express, Lire, Le Canard enchaîné, Le Nouveau magazine littéraire). Le livre est réédité en version de poche en 2020 dans la collection Points, aux éditions du Seuil.
À la rentrée littéraire 2021, il publie Badroulboudour, roman comique consacré à Antoine Galland, le premier traducteur des Mille et Une Nuits, et à son double contemporain parti à la recherche d'un amour perdu dans un club de vacances en Égypte. Ce roman bénéficie aussi de recensions favorables,,. Il est récompensé par le prix Jules-Sandeau 2022, remis lors du salon du livre de Felletin.
À la rentrée littéraire 2024, il publie son troisième roman, La Bonne Nouvelle, aux éditions Anne Carrière. Ce "polar théologique" écrit à la première personne met en scène Hermine, une châtelaine de l'Allier qui vient d'enterrer Paul, son mari. Trois jours après l'enterrement de ce dernier, le tombeau est ouvert, et le cercueil vide. Des témoins affirment avoir croisé Paul sur la route. Bientôt, la rumeur délirante de sa résurrection se répand et les pèlerins affluent du monde entier. Hermine, convaincue qu'il s'agit d'un canular, décide de mener elle-même l'enquête. Le roman fait l'objet de nombreuses critiques positives dans la presse (notamment La Tribune Dimanche, Le Canard Enchaîné, Libération, Le Figaro magazine, Le Matricule des Anges, Sud-Ouest, 20 Minutes, Corse-Matin). Sélectionné pour le prix Honoré de Balzac, il reçoit le prix Daniel-Bayon 2025 lors des journées du livre René Fallet.

## Carrière politique
En 2013, Nathalie Kosciusko-Morizet, lui confie la préparation de son projet pour les élections municipales à Paris. Il est lui-même candidat dans le 9e arrondissement, no 2 sur la liste conduite par Delphine Bürkli, qui remporte l'élection. Il devient alors conseiller de Paris et s'intéresse en particulier aux questions économiques et financières, ainsi qu'au numérique. En 2015, désigné rapporteur de la mission d'information et d'évaluation sur le travail dominical, il plaide, face à Anne Hidalgo, pour une ouverture généralisée des commerces le dimanche dans la capitale.
En parallèle de son mandat parisien, il contribue régulièrement au débat public sur l'éducation nationale,,. En 2015, il est nommé secrétaire national des Républicains pour l'enseignement supérieur et de la recherche.
Fin 2015, il est élu conseiller de la métropole du Grand Paris.
Le 6 juillet 2017, il est élu premier vice-président du principal groupe d'opposition au Conseil de Paris. Se réclamant d'une droite libérale et modérée, il soutient la candidature de Maël de Calan à la présidence des Républicains. Il souligne la nécessité d'enrayer le déclin de la droite dans les grandes villes. En 2020, il soutient la liste de Delphine Burkli aux élections municipales dans le 9e arrondissement de Paris, mais choisit de ne pas se représenter aux élections municipales.

## Distinctions
Chevalier de l'ordre des Arts et des Lettres (avril 2022)